# Never Let Me Down Again
Never Let Me Down Again is een nummer van de Britse band Depeche Mode uit 1987. Het is de tweede single van hun zesde studioalbum Music for the Masses.
De bandleden zagen "Never Let Me Down Again" als een van de single-vriendelijkere nummers op "Music for the Masses". Er werden twee videoclips voor het nummer gemaakt, beiden geregisseerd door Anton Corbijn. Het nummer werd in een aantal Europese landen een hit. Het bereikte een bescheiden 22e positie in het Verenigd Koninkrijk. In het Nederlandse taalgebied was het nummer een stuk minder succesvol; in Nederland bereikte het de 80e positie in de Single Top 100 en in Vlaanderen bereikte het helemaal geen hitlijsten.